# Cauvicourt
Cauvicourt è un comune francese di 445 abitanti situato nel dipartimento del Calvados nella regione della Normandia.

## Società

### Evoluzione demografica
Abitanti censiti